# Peter Tschentscher
Peter Tschentscher (Brema, 20 gennaio 1966) è un politico tedesco, dal 28 marzo 2018 primo sindaco di Amburgo.

## Biografia
Nato nel 1966 a Brema, Tschentscher ottenne il diploma liceale a Oldenburg nel 1985. In seguito studiò medicina e biologia molecolare presso l'Università di Amburgo, dove conseguì il dottorato in medicina nel 1995. Dal 1994 al 2008 esercitò la professione di medico presso il Centro Medico Universitario di Amburgo-Eppendorf.

### Attività politica
Tschentscher si unì al Partito Socialdemocratico di Germania nel 1989. Venne eletto per la prima volta al Parlamento di Amburgo nelle elezioni statali del 2008. Dal 2008 al 2011 fece parte della commissione bilancio. Inoltre, ha condotto un'inchiesta parlamentare sugli sforamenti dei costi nella costruzione della Elbphilharmonie dal 2010.
Nel 2011 entrò a far parte del Senato di Amburgo, organo esecutivo della città-stato, come Senatore per le finanze, incarico che mantenne fino al 2018. Durante tale mandato Tschentscher supervisionò la privatizzazione del fornitore di finanziamenti marittimi di proprietà pubblica HSH Nordbank.
Dal 2015 in poi, inoltre, Tschentscher fu uno dei rappresentanti della città-stato al Bundesrat, dove ricoprì il ruolo di vicepresidente della commissione finanze.

#### Primo sindaco di Amburgo (dal 2018)
Nel marzo 2018 Tschentscher diventò primo sindaco di Amburgo, subentrando a Olaf Scholz, che lasciò la politica statale per diventare ministro federale delle finanze e vice cancelliere nel governo Merkel IV. La nomina di Tschentscher non era la prima scelta dell'SPD cittadina, che aveva invece indicato il proprio capogruppo al Parlamento di Amburgo, Andreas Dressel, come successore di Scholz; Dressel rifiutò però per motivi personali, lasciando l'incarico a Tschentscher.
Come uno dei rappresentanti dello Stato al Bundesrat, Tschentscher è membro della commissione per gli affari esteri e della commissione per gli affari europei. È anche membro del Gruppo di amicizia tedesco-polacco istituito in collaborazione con il Senato della Polonia. Durante il suo primo anno come sindaco, è stato commissario della Repubblica federale di Germania per gli affari culturali ai sensi del trattato sulla cooperazione franco-tedesca.
Nei negoziati per formare una cosiddetta "coalizione semaforo" dell'SPD, del Partito dei Verdi e del Partito Democratico Libero (FDP) a seguito delle elezioni federali del 2021,Tschentscher ha fatto parte della delegazione del suo partito nel gruppo di lavoro sugli affari economici, co-presieduto da Carsten Schneider, Cem Özdemir e Michael Theurer.

## Vita privata
Peter Tschentscher è protestante, sposato e ha un figlio adulto. Sua moglie, con la quale vive nel quartiere Barmbek-Nord di Amburgo, è cattolica.